# Apomecyna papuana
Apomecyna papuana là một loài bọ cánh cứng trong họ Cerambycidae.